# Castello di Invorio
Il castello di Invorio domina da un'altura il borgo di Invorio Inferiore, nel comune omonimo della provincia di Novara, in Piemonte. La Torre viscontea è ciò che resta del castello medievale. 
Il complesso si trova in una proprietà privata recintata immersa in un vasto parco, visitabile solo con autorizzazione.

## Descrizione
Un tempo il complesso fortificato occupava un'area sopraelevata di circa 460 m2. Era caratterizzato da due torri ed era dotato di una doppia cinta muraria, a cui si addossavano vari corpi di fabbrica.

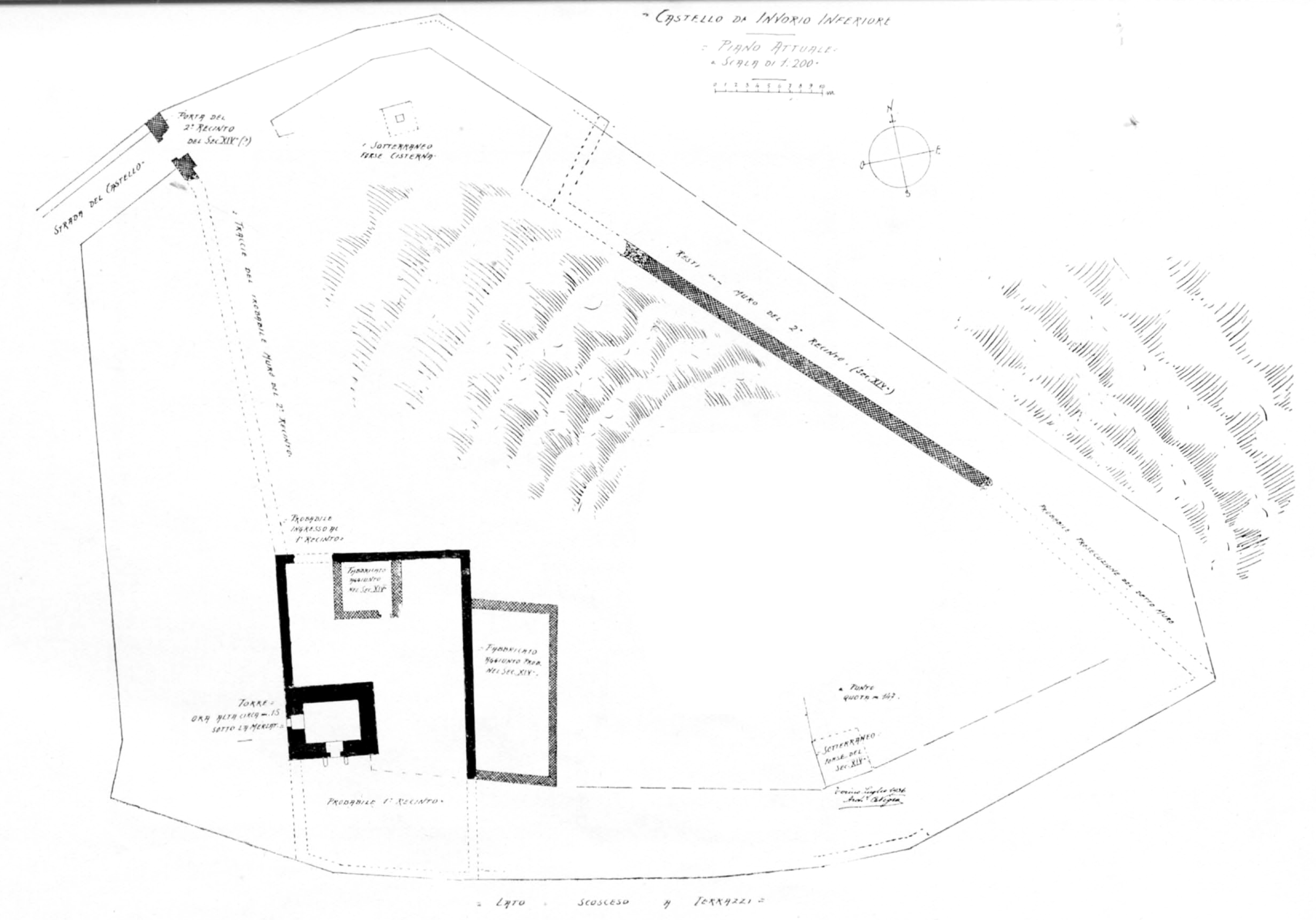
Pianta del castello nel 1937 realizzata da Carlo Nigra

Come riporta Carlo Nigra, che indagò il sito nella prima metà del Novecento, del castello primitivo si conserva la torre quadrata, alta oltre 16 metri e divisa internamente in tre piani oltre a quello della merlatura, quest'ultima più recente del resto della struttura e a merli ghibellini. La porta originale della torre, architravata con arco di scarico cieco, si apre a circa 5 metri d'altezza, e nel timpano presenta una targa di marmo, incastrata nel XIV secolo, sulla quale è scolpito lo stemma dei Visconti con il biscione che ingoia l'infante, contornato dai caratteristici trilobi.
Attorno alla torre restano tracce delle mura che probabilmente costituivano il suo recinto primitivo. Intorno al secolo XIV, alle mura fu addossato a levante un fabbricato che fu in seguito coronato di merli (allo stesso modo della torre).

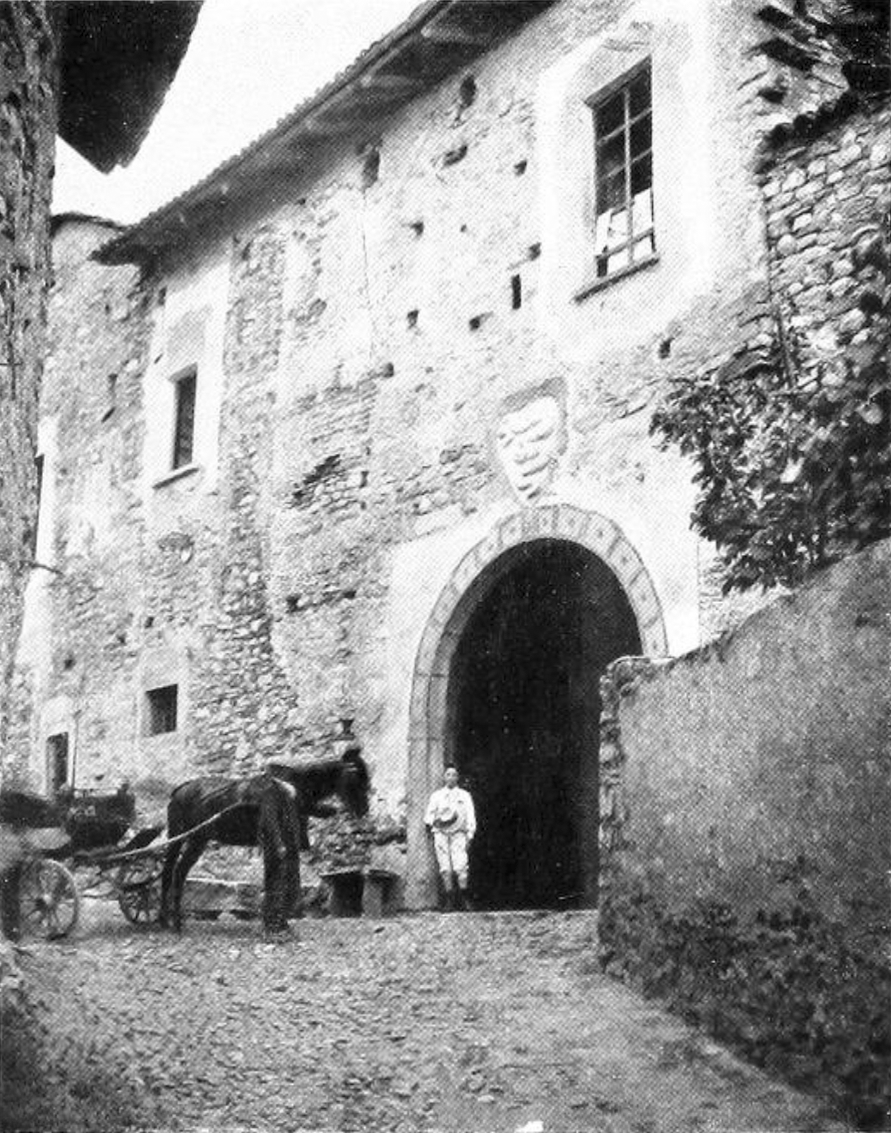
Uno degli ingressi al castello fotografato da Antonio Massara intorno al 1909.

Probabilmente intorno allo stesso periodo venne costruita una seconda cinta muraria molto più ampia della prima a protezione di tutta l'altura su cui sorgeva il castello. Di questa cinta esiste ancora un buon tratto di muro verso nord, assieme a qualche resto delle costruzioni che vi erano addossate, una delle quali doveva probabilmente costituire la cisterna del castello. All'angolo di sud ovest di questo secondo recinto si trovava la porta d'ingresso, modificata in tempi più recenti nella sua parte superiore: tale porta dava accesso ad una strada che saliva al castello costeggiando le mura. 
Parte delle mura di cinta del XIV secolo vennero sostituiti da muri moderni, a sostegno delle terrazze del giardino.

## Storia
Il primo proprietario noto fu Gotefredo di Invorio Inferiore, vassallo del vescovo di Novara Aupaldo alla fine del X secolo, appartenente alla schiera di boni homines (magistrati, amministratori pubblici) che costituivano l'entourage del presule novarese. La proprietà fu in seguito venduta al religioso Giovanni, figlio di Ildeprando, di Invorio Superiore, assieme ad altre possessioni sul monte Barro e nel territorio di Invorio. I possedimenti di Giovanni furono ereditati da sei homines suoi consanguinei e concittadini, i quali il 29 giugno 1039 a loro volta li donarono alla canonica di San Giulio di Orta. La pergamena della donazione è il primo documento in cui viene esplicitamente menzionato il castrum di Invorio.
Prima del 1140 la fortificazione passò sotto il controllo dei conti di Biandrate, nello specifico di Guido III di Biandrate, confermato da diplomi imperiali fino al 1209, compresi i suoi eredi. L'11 agosto 1211 i quattro nipoti di Guido (Gozio e Ottone III, figli di Uberto IV, Corrado e Guido V, figli di Ranieri) giurarono reciprocamente che non avrebbero ceduto alcuna loro fortezza, inclusa quella di Invorio Inferiore.
Da tale giuramento si deduce l'enorme rilevanza strategica del castello: posto a metà strada tra Arona e Gozzano, sul limite inferiore del Vergante, era un ottimo baluardo contro la penetrazione dei Novaresi nelle terre del medio lago Maggiore.
Entrato poi in possesso del Libero comune novarese, quando la città venne annessa dai Visconti, divenne di loro proprietà. 
Nel castello nacque Matteo I Visconti.
Caduto in rovina, già a inizio Novecento del complesso non rimaneva che la torre in cui, secondo la tradizione, venne imprigionata Margherita Pusterla, e pochi altri resti. Nel 2020 si conserva ancora la torre restaurata. 

### Recupero del fregio

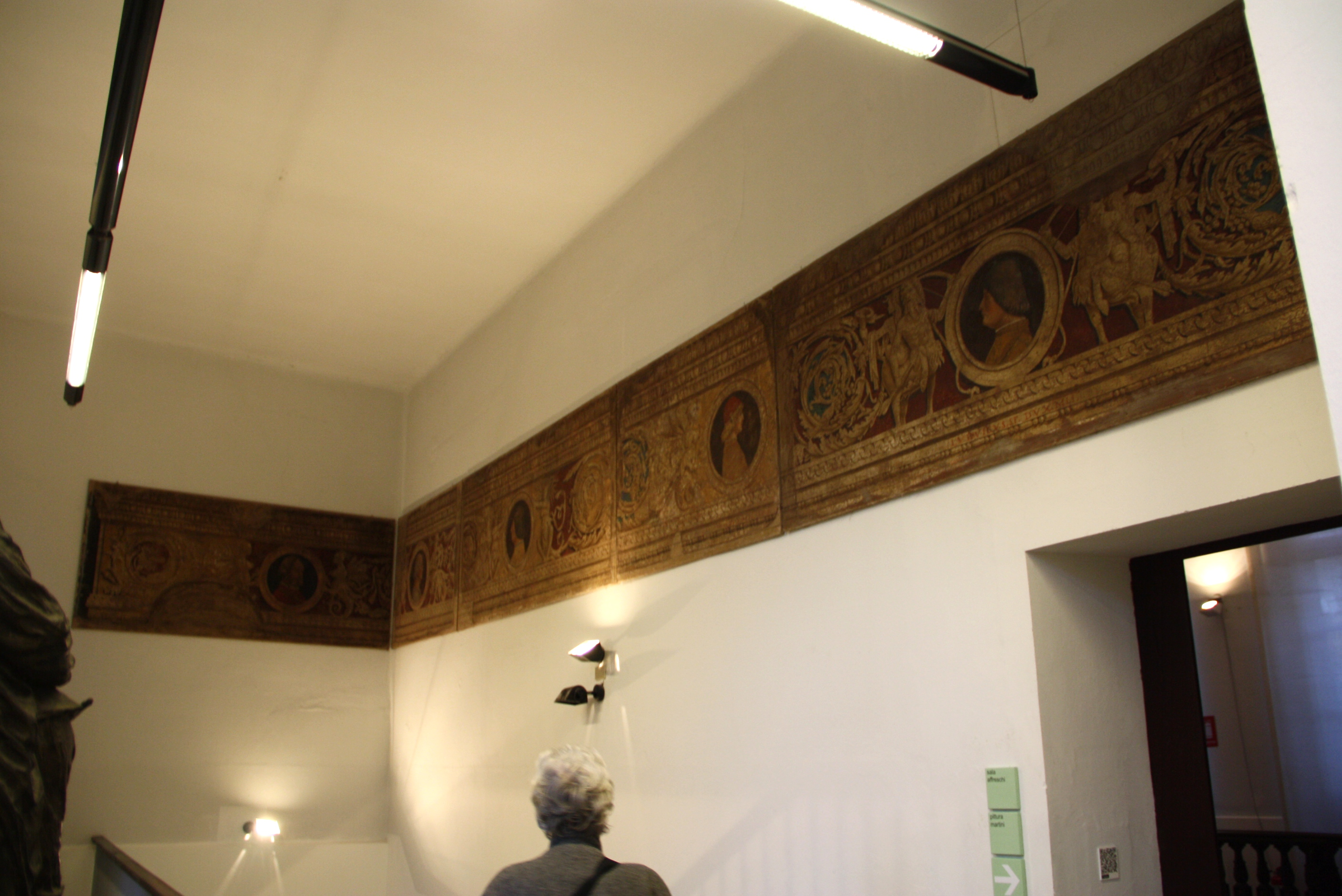
Il fregio conservato al Museo del paesaggio

Tra le rovine del castello spiccava la decorazione dell'ampia loggia posta al piano superiore. La decorazione consisteva di un fregio, disposto lungo la parete interna e alto circa un metro, in cui figure di sirene, centauri e mostri favolosi incorniciavano sei ritratti a medaglione dei più noti duchi Visconti e Sforza. I medaglioni, eseguiti con la tecnica dell'affresco, riprendevano lo stile potente della pittura lombarda del Quattrocento. Nei secoli furono eseguite molte modifiche al fabbricato e gli ultimi proprietari lo adibirono ad uso agricolo, con la loggia deputata a fienile. Come conseguenza, parte della decorazione del fregio fu distrutta o guastata, tuttavia i medaglioni non subirono né manomissioni né danni di rilievo. Nel 1909 lo studioso Antonio Massara vi dedicò un articolo sulla rivista Rassegna d'arte.
Nel 1914 lo stesso Massara, divenuto nel frattempo direttore del Museo del paesaggio di Pallanza, prese a cuore la sorte degli affreschi e avvertì il Ministero della Pubblica Istruzione della precaria situazione, affinché l'opera fosse salvata dalla sicura rovina. La segnalazione giunse all'orecchio del mecenate locale Marco De Marchi, il quale, col concorso del Ministero, acquistò il fregio e lo donò al museo di Pallanza. Mediante il Soprintendente ai Monumenti del Piemonte giunse l'autorizzazione al trasporto dell'opera, poterono dunque iniziare le difficili operazioni di distacco dalle pareti. Gli affreschi furono trasferiti su tela, sostenuti da appositi telai predisposti dal rinomato restauratore Francesco Annoni, trovando la definitiva collocazione nel salone d'onore del Museo del paesaggio nella primavera del 1919.

## Galleria d'immagini

Torre e mura
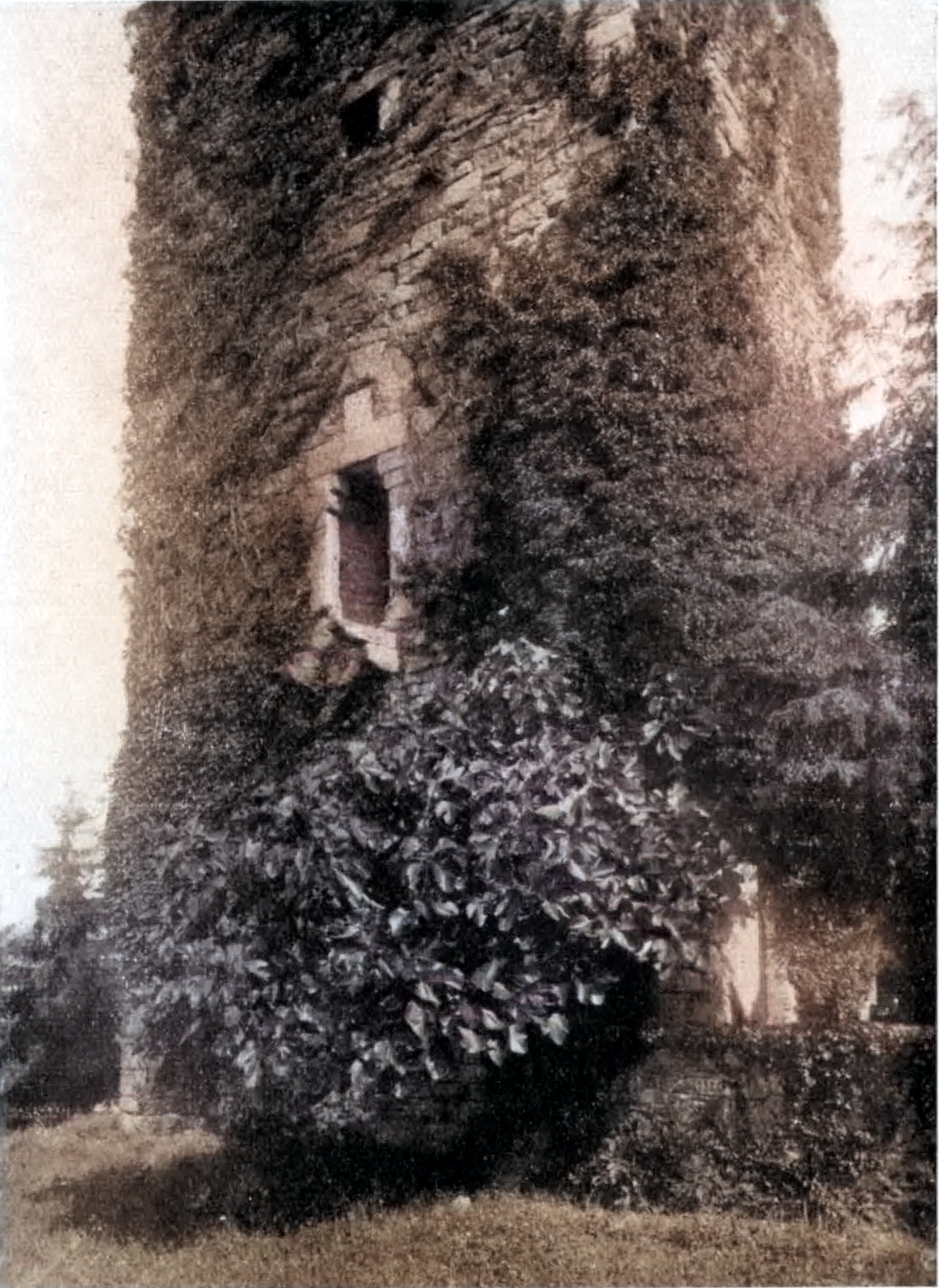
Immagine della torre prima del 1937
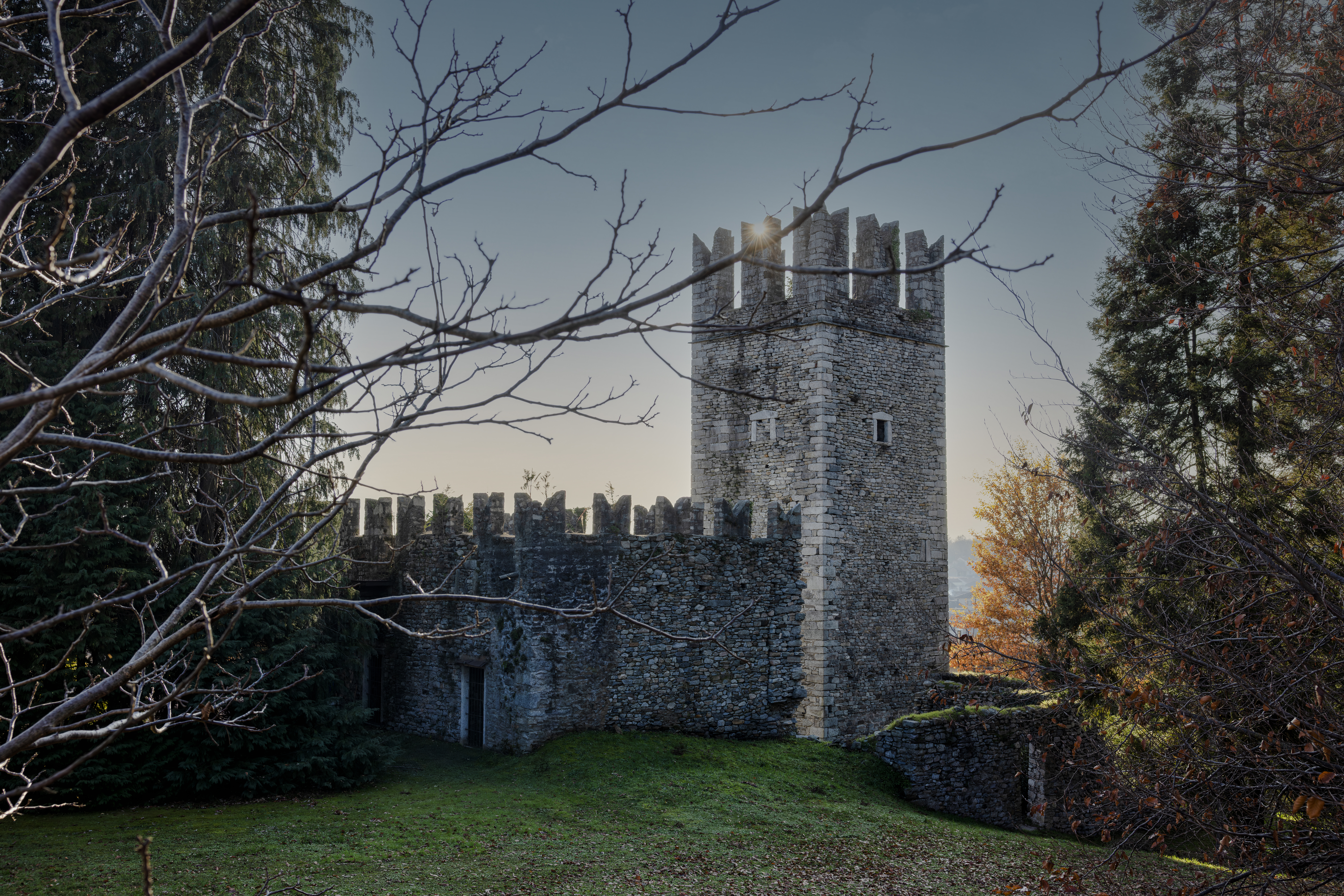
La torre e le mura superstiti del castello visconteo nel 2024
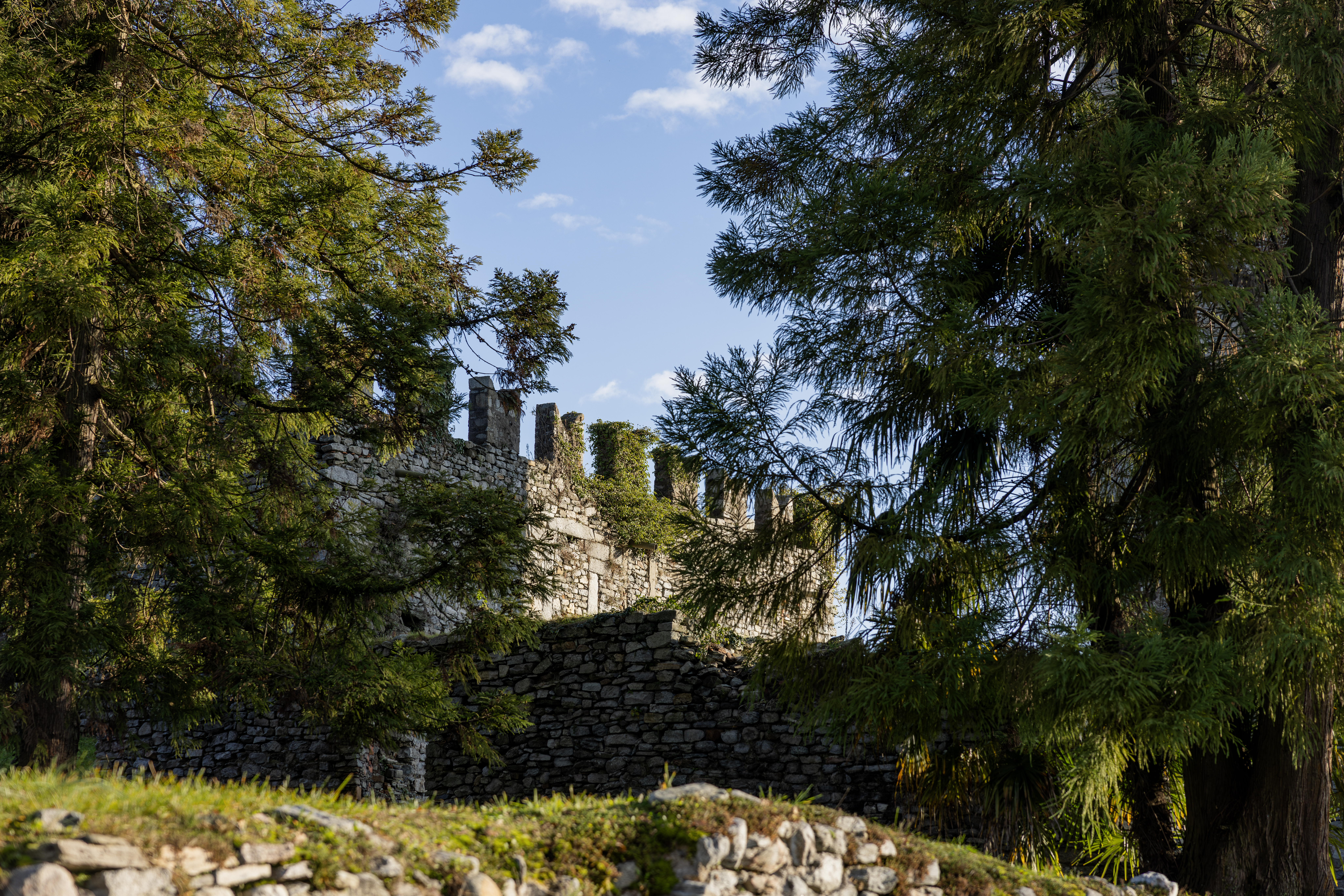
Dettaglio delle mura che circondano la Torre del castello visconteo nel 2024
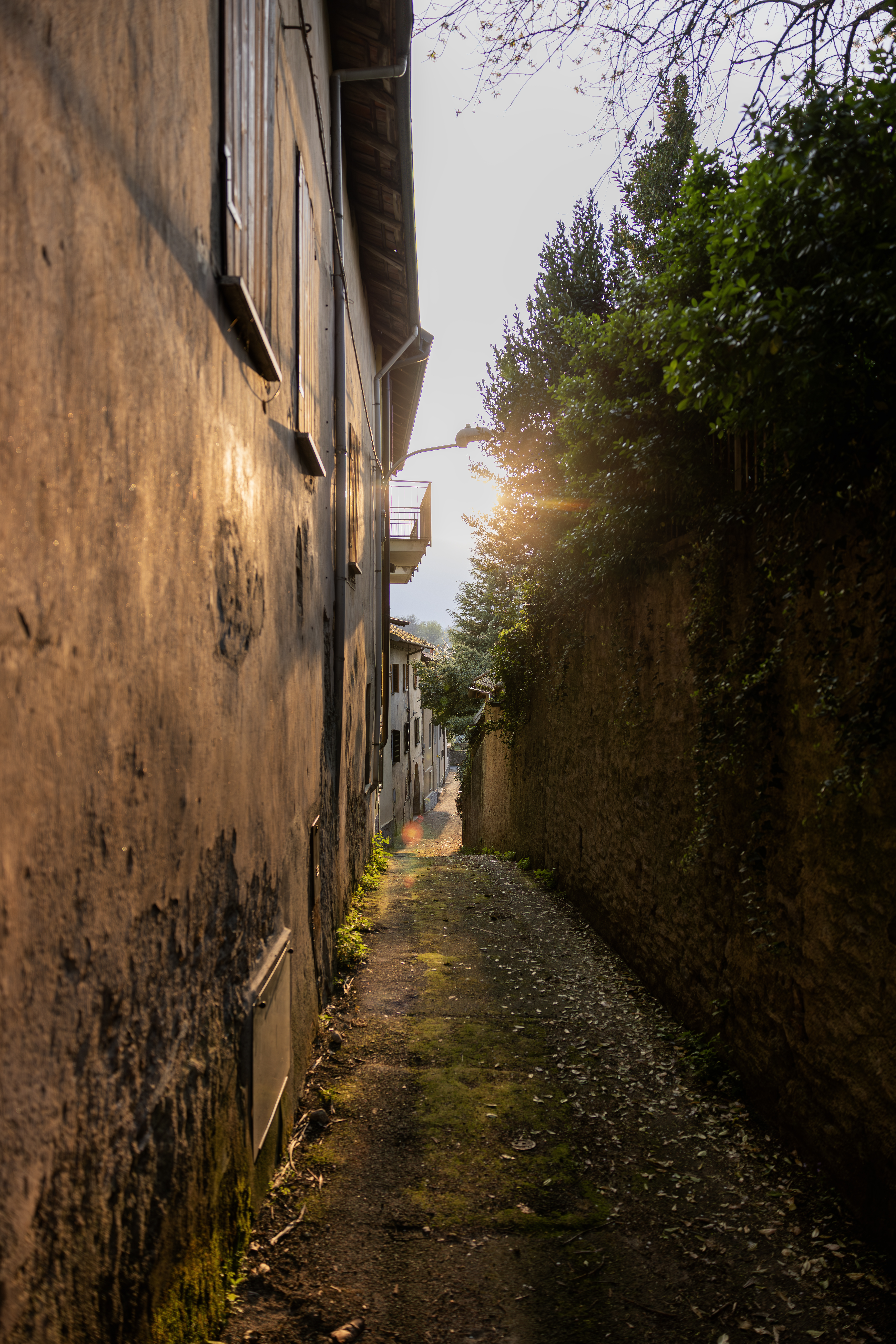
Via Bassetti - Via che, muovendo da via Martinoli a ovest, discende dal poggio su cui sorge la torre del Castello di Invorio.

Medaglioni del fregio
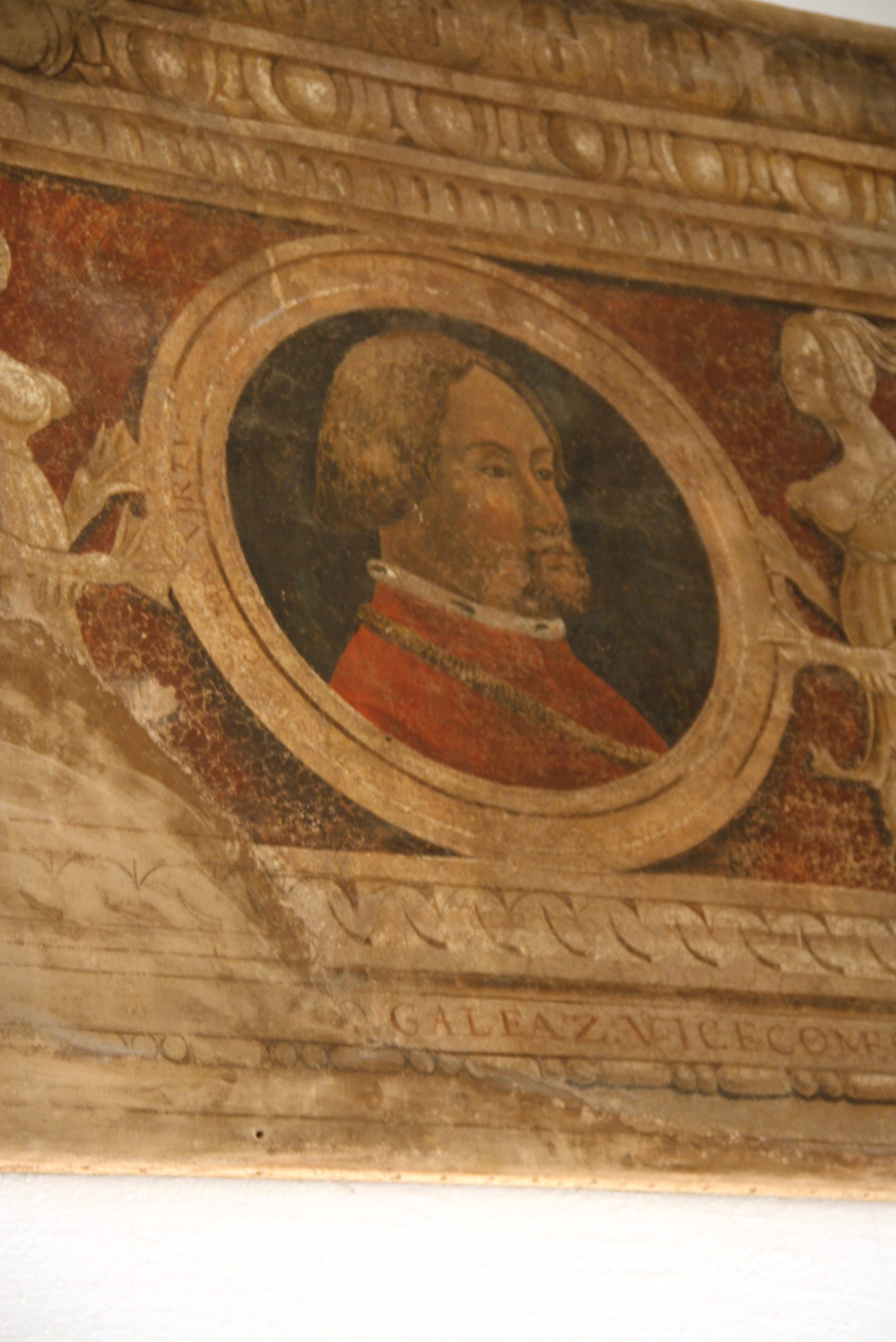
Gian Galeazzo Visconti
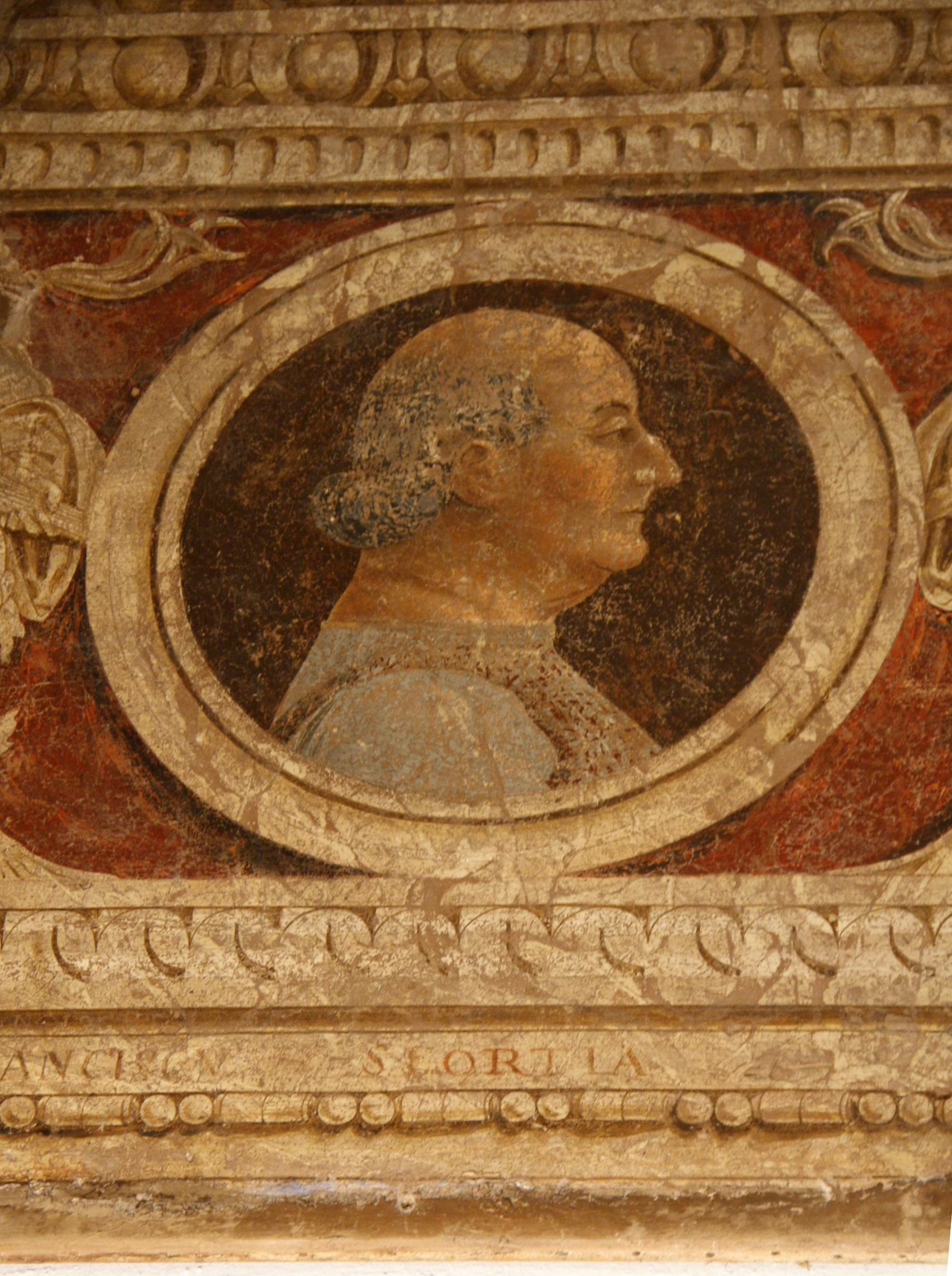
Francesco Sforza
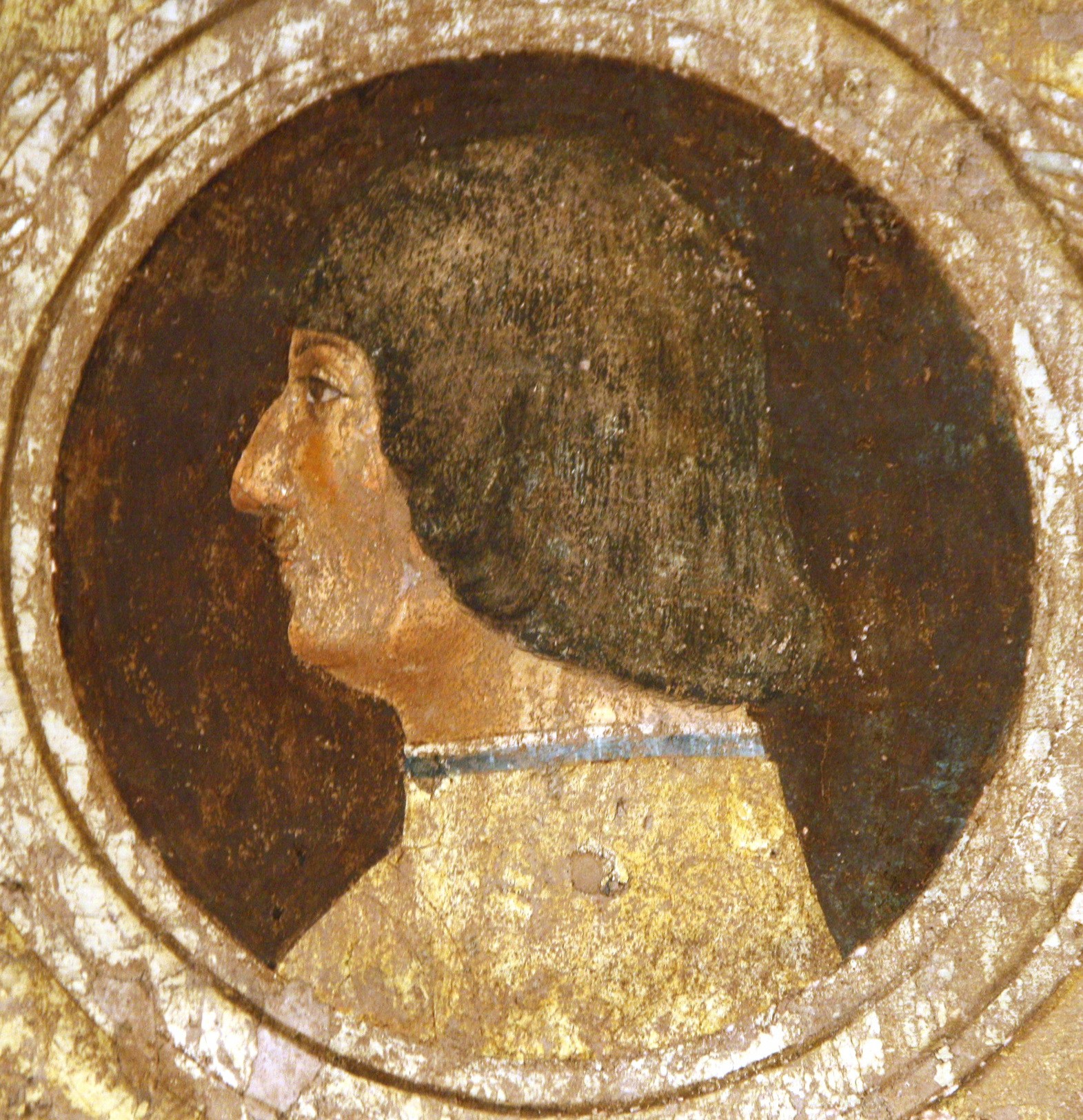
Galeazzo Maria Sforza
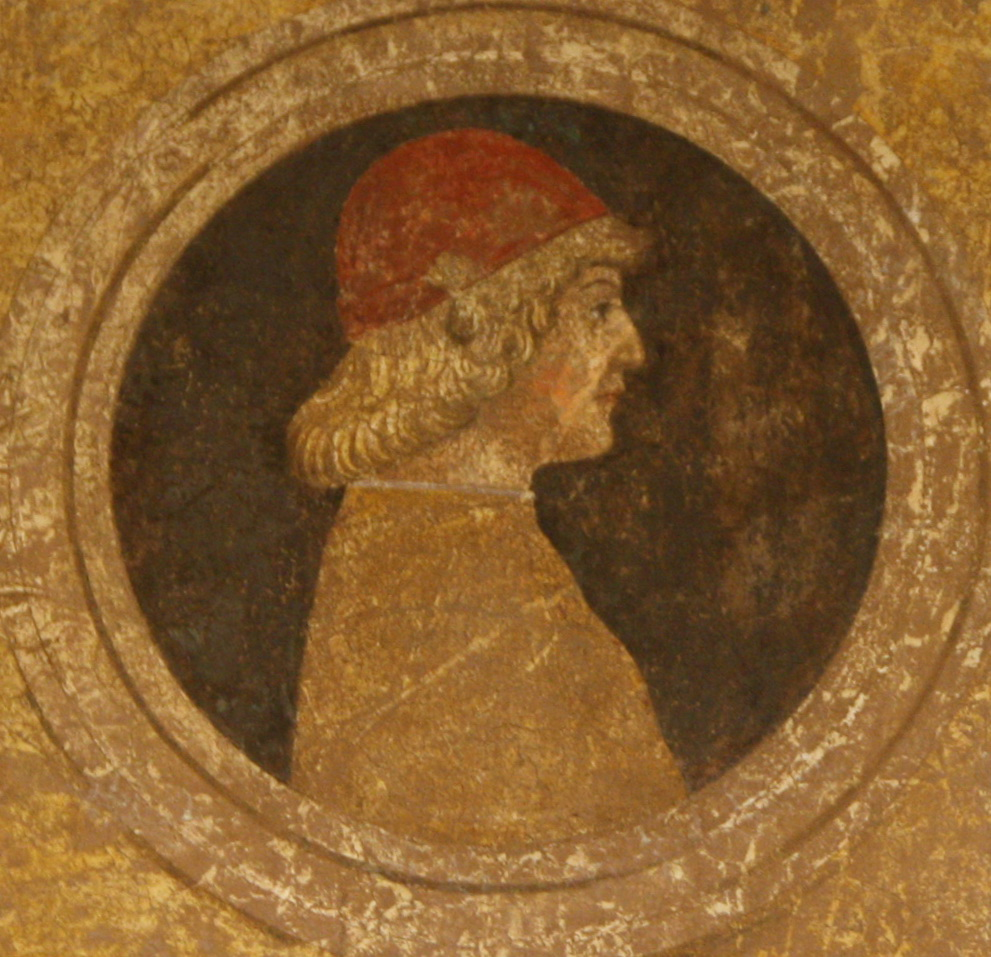
Gian Galeazzo Maria Sforza
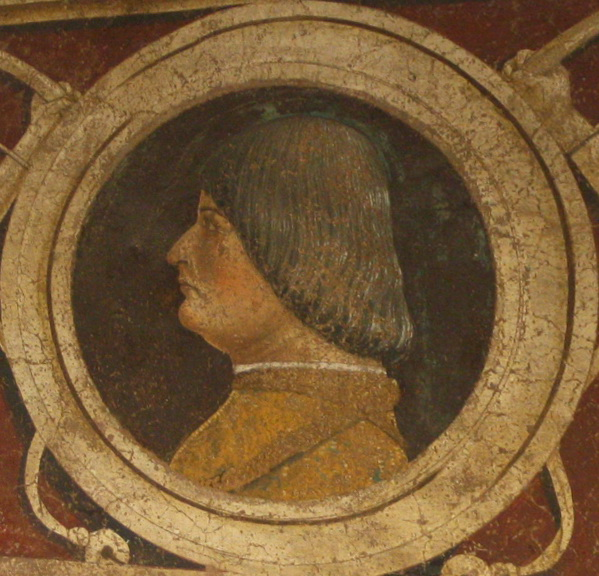
Ludovico il Moro

Fregio nella collocazione originale
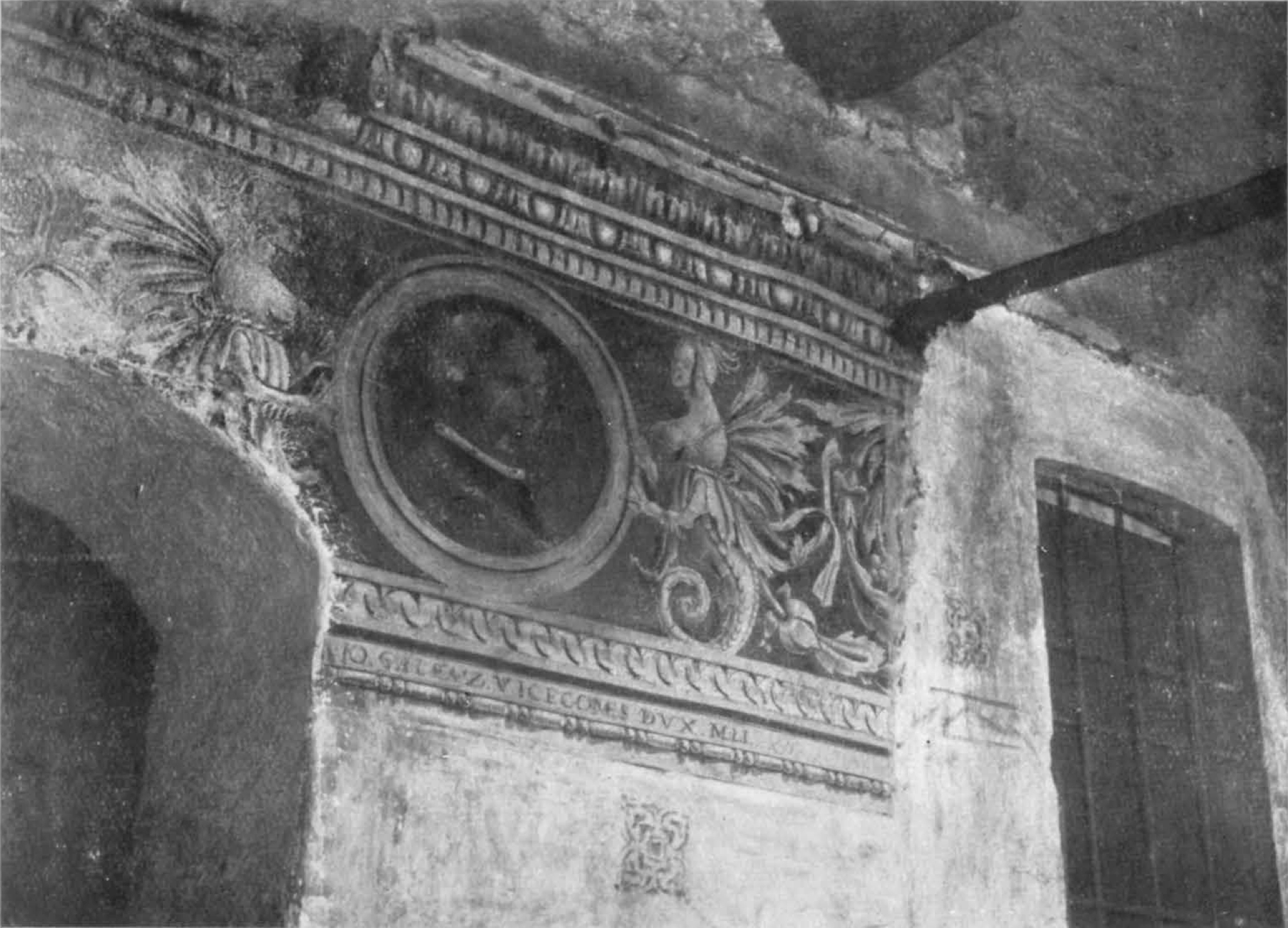
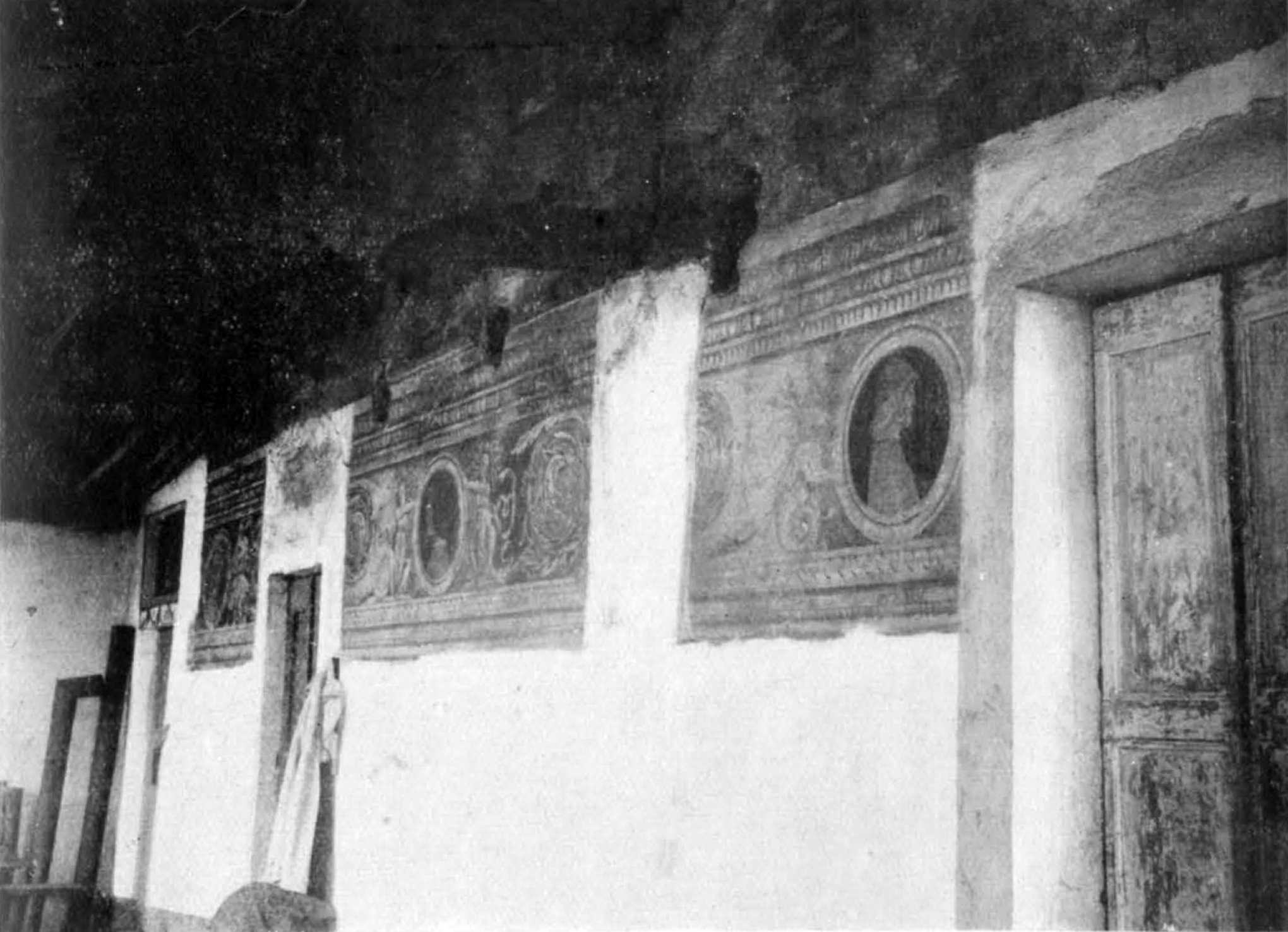